# Ramsløg
Ramsløg (Allium ursinum) er en 25-40 cm høj, flerårig urt med en kraftig lugt, der vokser i næringsrige skove. 

## Beskrivelse
Ramsløg er en flerårig urt med en opret vækst. Stænglen er trekantet og hårløs. Den bærer to-tre langstilkede blade. Bladene er smalt elliptiske og buenervet med hel rand. Oversiden er græsgrøn, mens undersiden er lidt lysere.
Blomstringen sker i maj-juni, hvor blomsterne sidder samlet i endestillede, kugleformede stande. Standen er beskyttet af 2 højblade, der hurtigt tabes. Hver blomst har 6 rent hvide blosterblade, som er stjerneformet udbredt. Frugterne er kapsler med mange sorte frø, og ved modning falder blomsterstænglen sammen, så frugtstanden ligger på jorden.
Rodnettet består af det slanke løg, som bærer den velkendte, trævlede masse af rødder.
Højde x bredde og årlig tilvækst: 0,30 x 0,20 m (30 x 20 cm/år).

## Voksested
Arten hører hjemme i Europa, Lilleasien og Kaukasus, hvor den er knyttet til løvfældende skove som skovbundsplante. I Danmark er den temmelig almindeligt udbredt på Øerne og i det østlige Jylland, hvor den ser ud til at foretrække kystnære egne.

## Anvendelse
Anvendelse af ramsløg er set så tidligt som i et aftryk af et blad fra Barkær på Djursland, en af Danmarks ældste bopladser fra bondestenalder, mesolitikum.
Bladene kan anvendes som krydderi som hvidløg, kinaløg eller forårsløg og alle dele af planten kan tilberedes til salater, supper, brød, pasta, osv.
Ramsløg kan også bruges som konserveringsmiddel idet den har en meget stærk antibakteriel effekt. Forskerne på Det Jordbrugsvidenskabelige Fakultet ved Aarhus Universitets afdeling i Årslev på Fyn har påvist stor hæmmende effekt overfor salmonella og listeria.

## Forveksling
Ramsløg kan forveksles med høsttidløs, der indeholder cellegiften colchicin (en), og med liljekonval, der bl.a. indeholder flere former for hjertegift kaldet cardenolide (en).
Ramsløg kaldes ofte "skovløg", men det navn bør kun bruges om den egentlige skovløg (Allium scorodoprasum). Se denne.

## Lugt
Alle dele af planten har en kraftigt lugt, der minder om hvidløg. Da ramsløg, ligesom hvidløg, indeholder stofferne alliin og allicin, virker ramsløg antibiotisk og styrker immunforsvaret.